# Libro de Ezequiel
El Libro de Ezequiel es el tercero de los principales libros proféticos del Tanaj (Antiguo Testamento) después del de Isaías y Jeremías.
Según el mismo libro, relata siete visiones del profeta Ezequiel, exiliado en Babilonia, durante 22 años (593–571 a. C.). A pesar de que el Libro de Ezequiel es producto de una larga y compleja historia, no preserva necesariamente las palabras mismas del profeta. Las visiones y el libro se estructuran en torno a tres temas: (1) Juicio a Israel (capítulos 1-24); (2) Juicio a las naciones (capítulos 25-32); y (3) las bendiciones futuras para Israel (capítulos 33-48).
Los temas conceptuales incluyen la presencia de Yahveh (Dios de Israel), la pureza, la misión de la nación de Israel como comunidad divina. Su influencia posterior incluyó el desarrollo de las tradiciones místicas y apocalípticas en el judaísmo del Segundo Templo, el judaísmo rabínico y el cristianismo.

## Estructura
Ezequiel tiene la amplia estructura de tres dobles que se encuentra en una serie de los libros proféticos: oráculos de aflicción contra el propio pueblo del profeta, seguidos de oráculos contra los vecinos de Israel, y finalizando en profecías de esperanza y salvación:
- Profecías contra Judá y Jerusalén, capítulos 1-24.
- Profecías contra las naciones extranjeras, capítulos 25-32
- Profecías de esperanza y salvación, capítulos 32-48.[4]

## Sumario

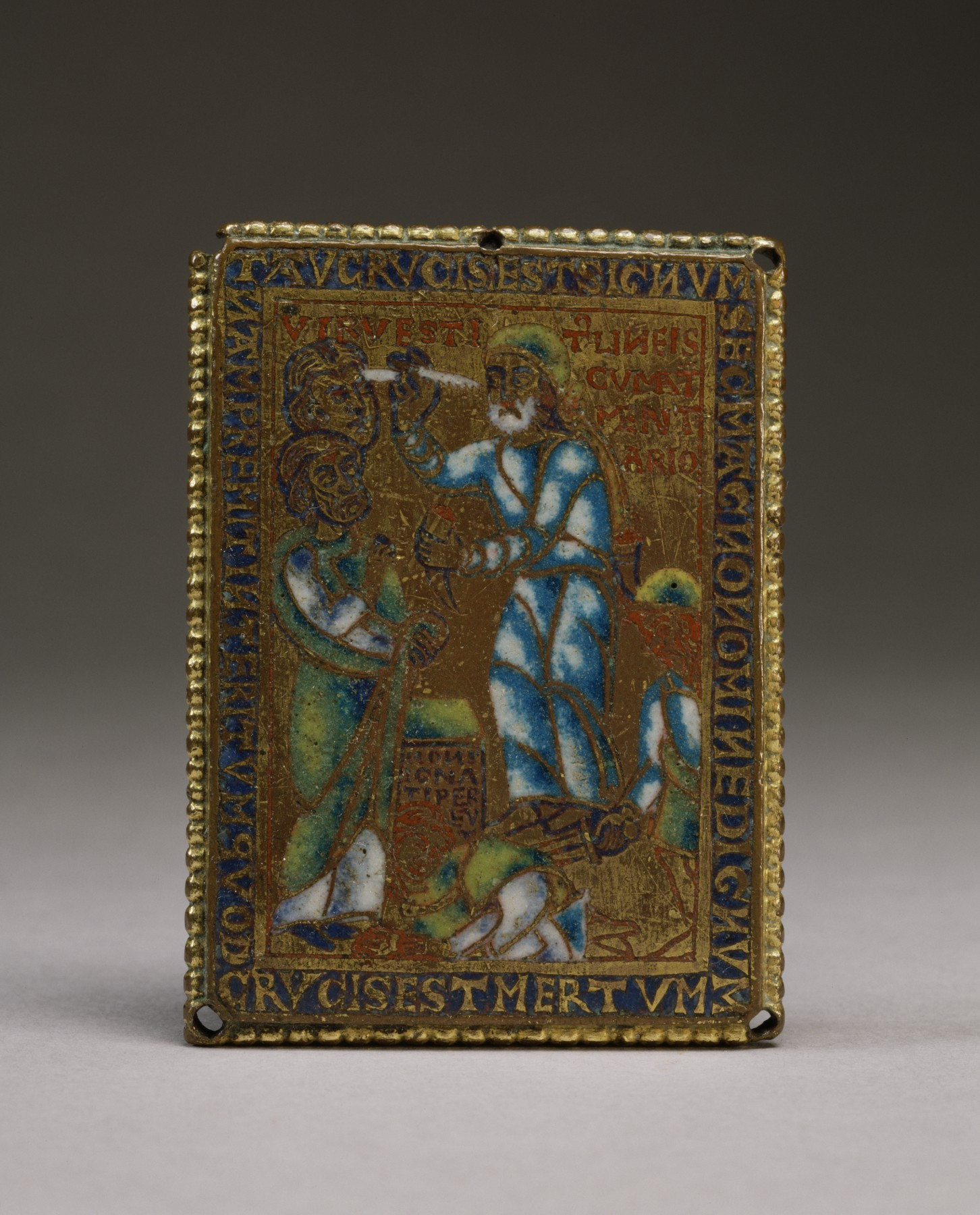
Una pieza flamenca de cobre labrado (mediados del siglo XII) que representa la visión de Ezequiel del Signo «Tau» de. El artículo se encuentra actualmente en el Museo Walters.

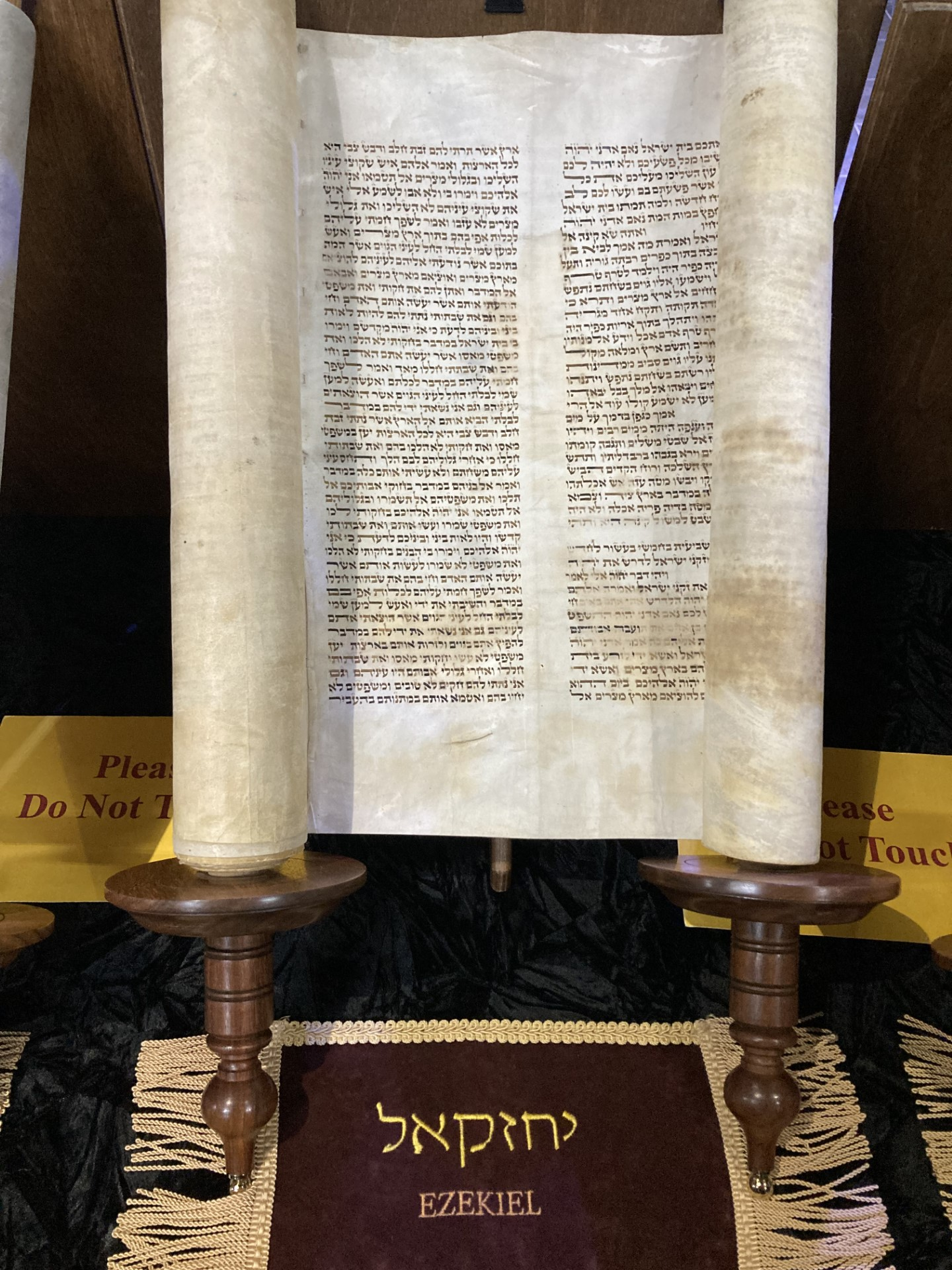
Scroll of the prophet Ezekiel

El libro comienza con una visión de YHWH (יהוה), uno de los nombres de Dios; procede a anticipar la destrucción de Jerusalén y del Templo, explica esto como un castigo de Dios, y culmina con la promesa de un nuevo comienzo y un nuevo templo.
1. Visión inaugural (Ezequiel 1:1-3:27): Dios se acerca a Ezequiel como el guerrero divino, que monta en su carro de batalla. El carro es tirado por cuatro seres vivientes, cada uno con cuatro caras (los de un hombre, un león, un buey y un águila) y cuatro alas. Al lado de cada «ser viviente» hay una «rueda en medio de rueda», con aros «altos y espantosos» llenos de ojos alrededor. YHWH comisiona a Ezequiel como profeta y como un «atalaya» en Israel: «Hijo de hombre, yo te envío a los hijos de Israel» (2:3).
2. Juicio sobre Jerusalén y Judá (Ezequiel 4:1-24:27) y sobre las naciones (Ezequiel 25:1-32:32): Dios advierte de la destrucción segura de Jerusalén y de la devastación de las naciones que han perturbado a su pueblo: los amonitas, los moabitas, los edomitas y los filisteos, las ciudades fenicias de Tiro y Sidón, y Egipto.
3. La construcción de una nueva ciudad (Ezequiel 33:1-48:35): El exilio judío llegará a su fin, se construirá una nueva ciudad y un nuevo templo, y los israelitas serán reunidos y bendecidos como nunca antes.

Algunos de los aspectos más destacados incluyen:
- La «visión del trono», en la que Ezequiel ve a Dios entronizado en el templo entre las huestes celestiales (Ezequiel 1:4-28);
- La primera «visión del templo», en el que Ezequiel ve a Dios abandonando el templo debido a las abominaciones practicadas allí (es decir, la adoración de ídolos en lugar de YHWH, el verdadero Dios de Judá) (Ezequiel 8:1-16);
- Imágenes de Israel, en la que Israel es visto como una esposa prostituta, entre otras cosas (Ezequiel 15-19);
- El «valle de los huesos secos», en el que el profeta ve a los muertos de la casa de Israel resucitar (Ezequiel 37:1-14);
- La destrucción de Gog y Magog, donde Ezequiel ve a los enemigos de Israel destruidos y el establecimiento de una nueva era de paz (Ezequiel 38-39);
- La visión del templo final, en el que Ezequiel ve una nueva comunidad en torno a un nuevo templo en Jerusalén, a veces llamado el Tercer Templo, donde la Shejiná (Presencia Divina) de Dios ha regresado (Ezequiel 40-48).

## Composición

### Vida y tiempos de Ezequiel
El Libro  se describe a sí mismo como las palabras del Ezequiel ben-Buzi, un sacerdote que vive en el exilio en la ciudad de Babilonia entre los años 593 y 571 a. C. La mayoría de los estudiosos de hoy aceptan la autenticidad básica del libro, pero ven en él adiciones significativas de una «escuela» de los seguidores posteriores del profeta inicial. Si bien el libro presenta una considerable unidad y probablemente refleja gran parte del histórico Ezequiel, es el producto de una historia larga y compleja y no preserva necesariamente las palabras mismas del profeta.
Según el libro que lleva su nombre, Ezequiel ben-Buzi nació en una familia sacerdotal de Jerusalén c. 623 a. C., durante el reinado del reformador rey Josías. Antes de este tiempo, Judá había sido un vasallo del imperio asirio, pero el rápido declive de Asiria (c. 630 a. C.) llevó a Josías a afirmar su independencia y establecer una reforma subrayando la lealtad religiosa a Yahweh, el Dios nacional de Israel. Josías murió en 609 a. C., y Judá se convirtió en vasallo de la nueva potencia regional, el imperio neobabilónico. En 597 a. C., a raíz de una rebelión contra Babilonia, Ezequiel se encontró entre el amplio grupo de judíos llevado cautivo por los babilonios. Él parece haber pasado el resto de su vida en Mesopotamia. Una deportación adicional de judíos de Jerusalén a Babilonia ocurrió en el año 586 a. C., cuando una segunda rebelión fallida dio lugar a la destrucción de la ciudad y su Templo, y el exilio de los elementos restantes de la corte real, incluyendo los últimos escribas y sacerdotes. Las diversas fechas que figuran en el libro sugieren que Ezequiel tenía 25 años cuando se exilió, 30 cuando recibió su llamado profético, y 52 en el momento de la última visión (c. 571 a. C.).

### Historia textual
Las escrituras judías fueron traducidas al griego en los dos siglos inmediatos antes del nacimiento de Cristo. La versión griega de estos libros es llamada la Septuaginta. La Biblia judía en hebreo es denominada el texto masorético (que significa pasando dentro, de la palabra hebrea Masorah; para los eruditos judíos y rabinos, comisariar y comentar el texto). La versión griega (Septuaginta) de Ezequiel difiere considerablemente de la versión hebrea (masorética): es más corta y posiblemente representa una interpretación inicial del libro que tenemos hoy (según la tradición masorética); mientras que otros fragmentos de manuscritos antiguos difieren de ambos.

### Historia crítica
La primera mitad del siglo XX vio varios intentos de negar la autoría y la autenticidad de la obra, con estudiosos como C. C. Torrey (1863-1956) y Morton Smith, colocándolo diversamente en los siglos III a. C. y VIII/VII a. C. El péndulo osciló de regreso en el período de la posguerra, con una aceptación cada vez mayor de la unidad esencial del libro y la ubicación histórica en el Exilio. El trabajo académico moderno más influyente en Ezequiel, en dos volúmenes, el comentario de Walther Zimmerli, apareció en alemán en 1969 y en inglés en 1979 y 1983. Zimmerli traza el proceso por el cual los oráculos de Ezequiel fueron entregados por vía oral y se transformaron en un texto escrito por el profeta y sus seguidores a través de un proceso de constante reescritura y re-interpretación. Él aísla los oráculos y discursos detrás del texto actual, y traza la interacción de Ezequiel con una masa de material mitológico, mítico y literario que desarrolló sus ideas sobre los propósitos de Yahweh durante el período de la destrucción y el exilio.

## Temas

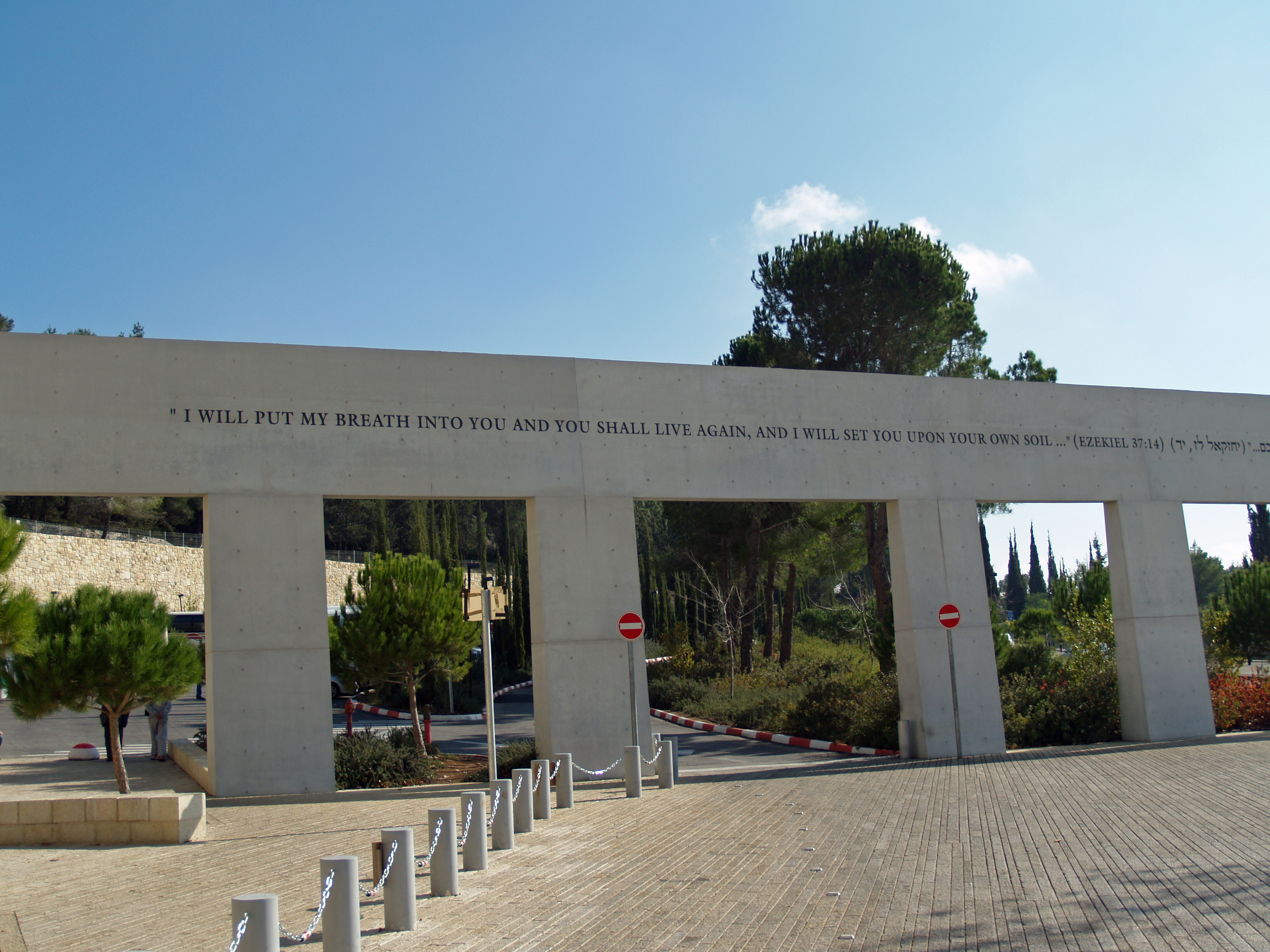
Monumento a los sobrevivientes del Holocausto en Yad Vashem, Jerusalén; la cita es.

Como sacerdote, Ezequiel está fundamentalmente preocupado por el Kavod YHWH, una frase técnica que significa la presencia (Shejiná) de YHWH (es decir, uno de los nombres de Dios) entre las personas, en el Tabernáculo y en el Templo; normalmente traducido como «gloria de Dios».
En el libro de Ezequiel, el profeta describe que estando él sentado junto al río Quebar, vio a Dios sentado sobre su santo trono, y pudo ver a un carro celestial que estaba siendo guiado por cuatro querubines; cada uno de ellos tenía cuatro alas, y las cuatro caras de un hombre, un león, un buey, y un águila. 
La Shejiná se alejó del Templo de Jerusalén y después regresó a él, en lo que Marvin Sweeney describe como una representación del «establecimiento de un nuevo templo en la nueva Sión, cuando YHVH regresará a su Templo, que a su vez sirve como el centro de una nueva creación con las Tribus de Israel dispuestas alrededor de él» en los capítulos 40-48. La visión en los capítulos 1: 4-28 refleja temas comunes mitológicos/bíblicos y las imágenes del Templo: Dios aparece en una nube desde el norte, que suele ser el hogar habitual de Dios/los dioses en la mitología antigua y la literatura bíblica; con cuatro animales correspondientes a los dos querubines sobre el propiciatorio del Arca de la Alianza y los dos en el Santo de los Santos, la cámara más interna del templo; las brasas de fuego entre las criaturas quizás representan el fuego en el altar de los sacrificios, y la famosa «rueda en medio de rueda» puede representar los anillos por los cuales los levitas llevaban el arca, o las ruedas de la carreta.
Ezequiel representa la destrucción de Jerusalén como un sacrificio purificador sobre el altar, hecho necesario por las «abominaciones» en el Templo (la presencia de ídolos y la adoración del dios Tamuz) descritas en el capítulo 8. El proceso de purificación comienza, Dios se prepara para salir, y un sacerdote enciende el fuego del sacrificio en la ciudad. Sin embargo, el profeta anuncia que el pequeño remanente que permanecerá fiel a Yahweh en el exilio y retornará a la ciudad purificada. La imagen del valle de los huesos secos que vuelven a la vida en el capítulo 37 significa la restauración del purificado Israel.
Los profetas anteriores habían utilizado «Israel» para significar el reino del norte y sus tribus; cuando Ezequiel habla de Israel se está dirigiendo al remanente deportado de Judá; al mismo tiempo, sin embargo, puede utilizar este término para significar el destino glorioso futuro de un verdaderamente integral «Israel». En suma, el libro describe la promesa de Dios de que el pueblo de Israel mantendrá su pacto con Dios cuando sean purificados y reciban un «corazón nuevo» (otra de las imágenes del libro) que les permitirá observar los mandamientos de Dios y vivir en la tierra en una relación correcta con Yahweh.
La teología de Ezequiel es notable por su contribución a la noción emergente de la responsabilidad individual ante Dios: cada hombre sería responsable solo por sus propios pecados. Esto está en marcado contraste con los escritores deuteronomistas, que sostenían que los pecados de la nación caerían contra todos, sin tener en cuenta la culpabilidad personal de un individuo. Sin embargo, Ezequiel compartió muchas ideas en común con los deuteronomistas, sobre todo la idea de que Dios obra de acuerdo con el principio de la justicia retributiva, y una ambivalencia hacia la monarquía (aunque los deuteronomistas reservan su desprecio por los reyes individuales en lugar de por el propio cargo). Como sacerdote, Ezequiel elogia a los zadokitas sobre los levitas (funcionarios del templo de nivel inferior), a quienes culpa en gran parte de la destrucción y el exilio. Él está claramente relacionado con el Código de Santidad y su visión de un futuro depende de guardar las leyes de Dios y mantener la pureza ritual. Cabe destacar que Ezequiel justifica el exilio en Babilonia no en el fracaso de la gente de guardar la ley, sino en su adoración a dioses distintos de Yahweh y su injusticia: éstas, dice Ezequiel en los capítulos 8-11, son las razones por las que la Shejiná de Dios dejó su ciudad y a su gente.

## Interpretación e influencia posterior

### En el judaísmo del Segundo Templo y el judaísmo rabínico (c. 515 a.C.-500d.C.)
Las imágenes de Ezequiel proporcionaron gran parte de las bases para la tradición mística del Segundo Templo en el que el visionario ascendió a través de los siete cielos con el fin de experimentar la presencia de Dios y comprender sus acciones e intenciones. La influencia literaria del libro se puede ver en los escritos apocalípticos posteriores de Daniel y Zacarías. Él es mencionado específicamente por Ben Sirá (escritor de la época helenística, que enumeró a los «grandes sabios» de Israel) y 4 Macabeos (siglo I). En el siglo I, el historiador Josefo dice que el profeta escribió dos libros: él pudo haber tenido en mente el Apócrifo de Ezequiel, un texto del siglo I a. C. que se expande en la doctrina de la resurrección.
Ezequiel aparece solo brevemente en los Rollos del Mar Muerto, pero su influencia fue profunda, sobre todo en el Rollo del Templo, con sus planos del templo, y la defensa del sacerdocio zadokita en el Documento de Damasco. Hubo al parecer alguna pregunta relativa a la inclusión de Ezequiel en el canon de las Escrituras, puesto que entra frecuentemente en conflicto con la Torá (los cinco «Libros de Moisés», que son fundamentales para el judaísmo).

### En el cristianismo
Ezequiel es referenciado más en el libro de Apocalipsis que en cualquier otro escrito del Nuevo Testamento. Para tomar solo dos pasajes bien conocidos, la famosa profecía de Gog y Magog en Apocalipsis 20:8 se refiere de nuevo a Ezequiel 38-39, y en Apocalipsis 21-22, como en la visión de cierre de Ezequiel, el profeta se transporta a una alta montaña donde un mensajero celestial mide la simetría de la nueva Jerusalén, con altos muros y doce puertas, la morada de Dios donde su pueblo podrá disfrutar de un estado de perfecto bienestar. Aparte de Apocalipsis donde, sin embargo, Ezequiel es una fuente importante, hay muy poca alusión al profeta en el Nuevo Testamento; las razones no son claras, pero se puede suponer que no todos los de las comunidades cristianas o judías helenísticas en el siglo I tendrían un conjunto completo de rollos (hebreos) de las Escrituras, y en todo caso Ezequiel estaba bajo sospecha de fomentar la peligrosa especulación mística, además de ser a veces oscuro, incoherente, e incluso pornográfico.

El plano del Templo en la visión de Ezequiel dibujado por el arquitecto y biblista francés del siglo XIX Charles Chipiez.
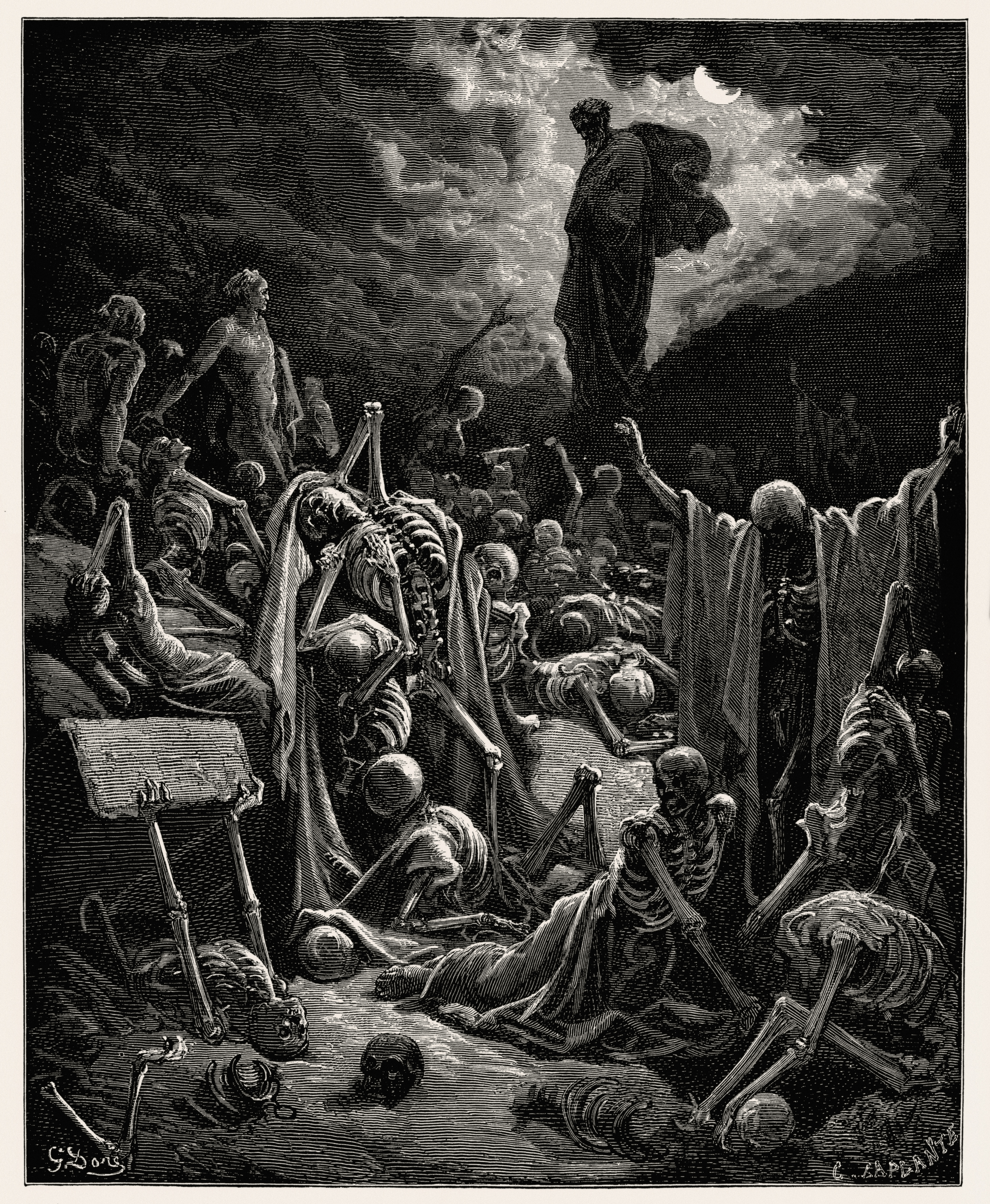
La visión del Valle de los Huesos Secos por Gustave Doré, 1866
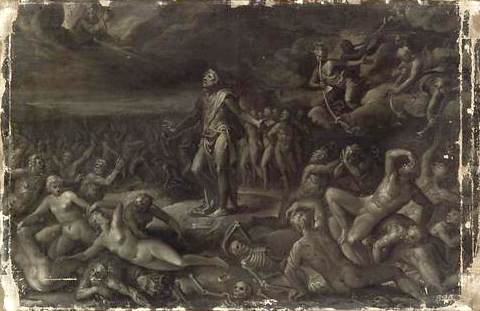
Pintura de Marten de Vos, c. 1600

## Cultura popular
Es bastante común que las visiones celestes del capítulo 1 de Ezequiel sean interpretadas en clave ufológica por grupos aficionados al fenómeno OVNI. La serie televisiva Project U.F.O. (1978-1979), de la cadena norteamericana NBC, comenzaba todos sus episodios con las palabras «Ezequiel vio la rueda».
En la película Pulp Fiction del director estadounidense Quentin Tarantino, Jules (interpretado por el actor Samuel L. Jackson) recita el capítulo 25, versículo 17 del Libro de Ezequiel cada vez que va a matar a alguien, haciéndolo un total de dos veces en la película. El pasaje se ha convertido en un icono cinematográfico debido a la manera en la cual Samuel Jackson lo interpreta. Dice así:
El camino del hombre recto está por todos lados rodeado por la injusticia de los egoístas y la tiranía de los hombres malos. Bendito sea aquel pastor que en nombre de la caridad y de la buena voluntad, saque a los débiles del valle de la oscuridad, porque él es el auténtico guardián de su hermano y el descubridor de los niños perdidos. Y os aseguro que vendré a castigar con gran venganza y furiosa cólera a aquellos que pretendan envenenar y destruir a mis hermanos. Y tú sabrás que mi nombre es Yahweh, cuando caiga mi venganza sobre ti.
Sin embargo, el verdadero pasaje bíblico del Libro de Ezequiel, capítulo 25 versículo 17 es mucho más corto y sencillo:
Y haré en ellos grandes venganzas con reprensiones de ira; y sabrán que yo soy Yahweh, cuando haga mi venganza en ellos.

## Lectura adicional
- Savoca, Gaetano (1992). El libro de Ezequiel. Ed. Herder. ISBN 84-254-1818-6.
- Enciclopedia de la Biblia, pág. 408. Ediciones Garriga. 1963.
- Guthrie, Donald y Motyer, J. A. (1996). Nuevo comentario bíblico, pág. 498. Editorial Mundo Hispano. ISBN 0-311-03001-7.